# 酒井修
酒井 修（さかい おさむ、1925年5月23日 - 2021年2月18日）は、日本の哲学者、京都大学名誉教授。西洋近世・現代哲学および哲学史、ヘーゲルをはじめとするドイツ観念論を専攻。京都ヘーゲル読書会の初代世話人、名誉顧問。

## 来歴
1950年京都大学文学部卒、同大学院文学研究科特別研究生、1955年助手、1958年国際基督教大学専任講師（哲学）、1961年助教授、1966年準教授、1968年京都大学教養部助教授（哲学・論理学）、1972年教授、1975年文学部教授、1989年定年退官。1990年名誉教授、1991年川崎医療福祉大学教授、1996年退職、立命館大学文学部非常勤講師。2021年2月18日、心不全のため死去。叙従四位。

## 翻訳
- エーリヒ・モイテン『ニコラウス・クザーヌス 1401～1464 その生涯の素描』法律文化社 1974